# テオダハド
テオダハド（Theodahad, 480年?/482年? - 536年12月）は、東ゴート王国の第4代国王（在位：534年 - 536年）。イタリア語読みではテオダート（Teodato）。大王テオドリックの妹アマラフリダの息子で、テオドリックの甥にあたる。テオドリックの娘で従姉妹でもあるアマラスンタから共同統治者として指名されたが反旗を翻し、幽閉。後にアマラスンタは彼女に恨みを持つ人物によって殺害され、テオダハドは王位を独占する形となったが、彼女の庇護者を自認していた東ローマ帝国のユスティニアヌス1世に侵略の口実を与える格好となり、非業の死を遂げた。

## 生涯
アマル家の血筋で、アマラフリダがヴァンダル王国に嫁ぐ前に、記録に残っていない男性との間にもうけた子である。トスカーナ地方を領地としていたため、フランク王国からトゥーシア公と呼ばれていたが、後に東ゴート王国が危機的状況に陥った時、トスカーナの領地を東ローマ帝国に移譲し、コンスタンティノポリスで安楽な生活を送ろうと試みたこともある。また、危機に際しても、優柔不断で逃亡を試みるなど適切な対処ができなかった。このような性格のため、テオドリックにたいへん嫌われ、アマル家の出自であったにもかかわらず、彼に告発されて2度にわたり法廷に立たされたこともある。
テオドリックの死後、テオダハドは反アマラスンタ派の首領となり、将軍トゥリンやキュプリアヌスらとともに、532年から533年にかけてアマラスンタに圧力をかけた。しかし、アマラスンタはフランク王国のアレラテ（現アルル）侵攻の際に反対派の将軍を暗殺することに成功した。主要なメンバーを更迭したため、反対派の勢力は衰えた。テオダハドはアマル家の血筋であったため、534年に共同統治者に指名されはしたが、アマラスンタによって実権は剥奪された。このため、同年末、テオダハドは突如反乱を起こし、アマラスンタを追放して東ゴート王国の王位に就いた。アマラスンタはウォルシニィ湖（現ボルセーナ湖）に幽閉され、さらに彼女に恨みを持つ人物に暗殺されたが、この措置はイタリア半島の奪回を目論む東ローマ帝国の皇帝ユスティニアヌスに格好の口実を与えることになる。
東ローマ帝国は、アマラスンタ暗殺の報復として将軍ベリサリウス率いる艦隊をシチリア島に差し向け、これを陥落させた。加えてダルマティアからは将軍ムンド率いる陸戦部隊がイタリアを目指した。テオダハドは皇帝使節ペトルスに対して交渉を行い、事態の沈静化を図ったが、カルタゴの反乱によってベリサリウスが北イタリアに赴き、ムンド率いる陸上部隊がゴート軍によって殲滅させられると、一転してペトルスを投獄し、東ローマ帝国に対して対決姿勢を取り始めた。しかし東ローマ帝国はすぐにダルマティアを奪還した。カルタゴを抑えたベリサリウスは再びイタリア半島を目指し、ほとんど抵抗なく北上し、3週間の包囲の後、536年にナポリを征服した。追い詰められたテオダハドはゴート軍の集結するローマに赴いたが、煮え切らない態度に業を煮やしたゴート族たちは536年11月、テオダハドに対して退位を要求した。これに慌てたテオダハドはラヴェンナに逃亡したが、その途上の12月初旬に、ゴート軍の総司令官で後継に任命された将軍ウィティギスの命を受けた刺客に暗殺された。